# 23890 Quindou
23890 Quindou este o planetă minoră (asteroid), cu un diametru de 2,935 km, din centura de asteroizi. A fost descoperită pe 22 septembrie 1998 la observatoire de la Côte d'Azur⁠(d) de OCA-DLR Asteroid Survey⁠(d) și a fost numită după Sabine Quindou⁠(d). 
Obiectul prezintă o orbită caracterizată de o semiaxă mare de 2,7081918 UAi, o excentricitate de 0,03, o înclinație de 2,32352 ° în raport cu ecliptica.